# Playa de Burriana
La playa de Burriana es una playa ubicada al sureste de Nerja, en la provincia de Málaga, España. Es una playa de arena fina, rodeada de monte y de fácil acceso a pie y en coche.

## Descripción
La playa de Burriana, con una longitud aproximada de 800 metros y una anchura media de 40 metros, es la playa urbana más grande de Nerja. Su arena fina y dorada, junto con sus aguas limpias y transparentes, la convierten en uno de los destinos preferidos tanto por locales como por turistas.
Cuenta con un amplio paseo marítimo que alberga una variada oferta de servicios, incluyendo tiendas, bares y restaurantes donde se puede disfrutar de la gastronomía local, especialmente platos de pescado y marisco fresco. El paseo también dispone de zonas de descanso, duchas y servicios adaptados para personas con movilidad reducida.
La playa de Burriana es fácilmente accesible por diferentes vías, con dos entradas principales: una por la Calle Filipinas y otra por el Camino de Burriana. Además, se puede llegar tanto a pie desde el centro de Nerja como en coche o transporte público (línea 1, Urbanos de Nerja), facilitando el acceso a visitantes de todas partes. 
Además de su atractivo para el baño y el ocio, Burriana ofrece opciones para la práctica de deportes acuáticos como el paddle surf, kayak o snorkel, gracias a la calidad de sus aguas y su entorno natural. La playa también cuenta con vigilancia durante la temporada alta y servicios de alquiler de hamacas y sombrillas.